# Period room

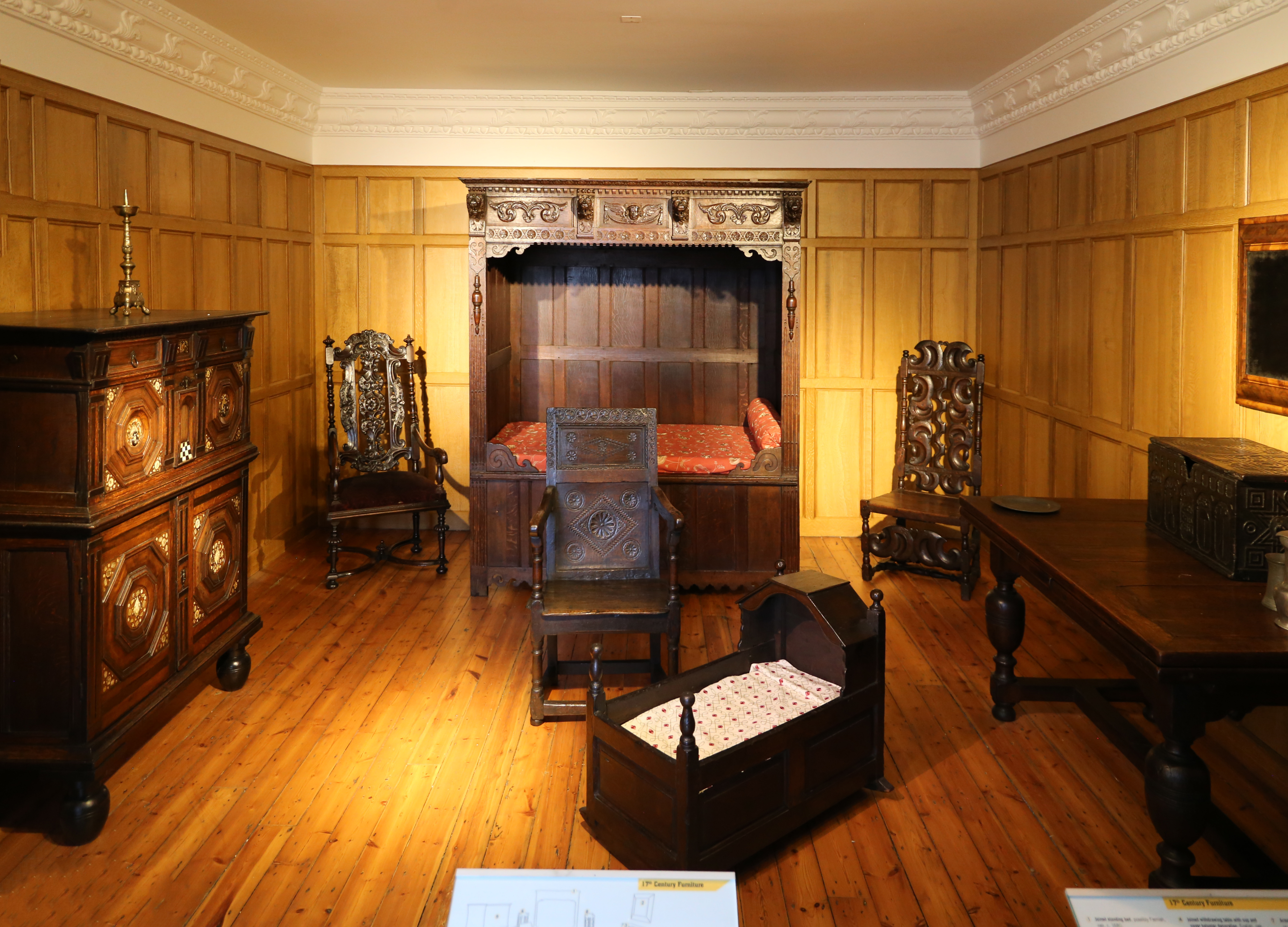
Un salone del XVII secolo, ricostruito come period room nel National Museum of Ireland, Collins Barracks (Dublino)

Una period room ("stanza d'epoca") è un tipo di esposizione museologica che rappresenta il design d'interni e l'arte decorativa di un particolare contesto sociale storico, solitamente in un museo.
Anche se può incorporare elementi di una vera stanza che una volta è esistita in qualche luogo, di solito è per sua natura un'opera composita e fittizia, composta da elementi di varia origine. Le "period rooms" nei musei enciclopedici possono rappresentare diversi paesi e culture, mentre quelle nei musei di case storiche possono presentare diverse epoche della stessa struttura.
Nel XXI secolo, l'attenzione si è spostata verso l'allestimento e la diversificazione delle "period rooms" in nuovi modi, meno "glamour" ed eurocentrici, non necessariamente legati alle élite.